# ToiToiToi

Glückssymbole

ToiToiToi-Wettschein

ToiToiToi war ein Glücksspiel der Österreichischen Lotterien. Der Name ist an den Ausspruch toi, toi, toi angelehnt, der heute meist als Glückwunsch im Sinne von „Es möge gelingen“ verstanden wird. Die erste ToiToiToi-Ziehung fand am 3. März 2003 statt, die letzte am 31. März 2019.

## Spielablauf
Der Spielteilnehmer kreuzte auf dem  Wettschein fünf Wunschziffern pro Losnummer an. Zu den fünf Ziffern wurde per Zufallszahlengenerator noch eines von sieben Symbolen hinzugefügt. ToiToiToi war ein Fixquotenspiel, so dass für die Höhe des Gewinnes ausschließlich die Übereinstimmung der gespielten mit der gezogenen Losnummer ausschlaggebend war. Nicht von Bedeutung war hingegen, wie viele Spielteilnehmer es gab oder wie viele gewonnen hatten. Insgesamt gab es sieben Gewinnränge. 2008 konnten die Österreichischen Klassenlotterien mit ToiToiToi einen Umsatz von circa 17,04 Mio. Euro erzielen. Im Vergleich spielte Lotto „6 aus 45“ über 555 Mio. Euro ein.

## Glückstage
In einem vorgegebenen Zeitraum nahmen alle ToiToiToi-Spieler automatisch an einem zusätzlichen Gewinnspiel teil. War dieser Zeitraum vorüber, wurde der sogenannte „Glückstag“ gezogen. Unter allen an diesem Glückstag mitspielenden Losnummern wurden 10 × € 10.000 zusätzlich verlost.

## Gewinntabelle
Nachfolgend eine Tabelle mit den immer gleichbleibenden Gewinnen und den dazugehörigen, gerundeten Gewinnchancen. Hat man die letzte Ziffer, die letzten 2, 3 oder 4 Ziffern und das Symbol richtig, so werden beide Gewinne ausbezahlt. Es gewinnen jeweils nur die letzten vier, drei, zwei und die letzte einzelne Zahl.
| Gewinnrang | Voraussetzungen        | 2 Euro Einsatz | 3 Euro Einsatz | 4 Euro Einsatz | Gewinnchancen |
| ---------- | ---------------------- | -------------- | -------------- | -------------- | ------------- |
| Rang 1     | 5 Richtige plus Symbol | 100.000 Euro   | 150.000 Euro   | 200.000 Euro   | 0,0000014 %   |
| Rang 2     | 5 Richtige             | 10.000 Euro    | 15.000 Euro    | 20.000 Euro    | 0,0009 %      |
| Rang 3     | 4 Richtige             | 1.000 Euro     | 1.500 Euro     | 2.000 Euro     | 0,009 %       |
| Rang 4     | 3 Richtige             | 100 Euro       | 150 Euro       | 200 Euro       | 0,09 %        |
| Rang 5     | 2 Richtige             | 10 Euro        | 15 Euro        | 20 Euro        | 0,9 %         |
| Rang 6     | 1 Richtige             | 3 Euro         | 4,50 Euro      | 6 Euro         | 9 %           |
| Rang 7     | Richtiges Symbol       | 2 Euro         | 3 Euro         | 4 Euro         | 14,29 %       |